# Gianluca Guidi (rugby à XV)
Pour les articles homonymes, voir Gianluca Guidi et Guidi.
Pas d'image ? Cliquez ici

a Compétitions nationales et continentales officielles uniquement.

b Matchs officiels uniquement.
Dernière mise à jour le 24 janvier 2025.
Gianluca Guidi, né le 2 février 1968 à Livourne, est un joueur italien de rugby à XV qui évolue au poste de demi de mêlée. International italien de 1996 à 1997, il se reconvertit en entraîneur à la fin de sa carrière de joueur.

## Biographie
Gianluca Guidi honore sa première cape internationale le 2 mars 1996 avec l'équipe d'Italie contre le Portugal. Il connaît cinq sélections. Il joue le 22 mars 1997 contre l'équipe de France à Grenoble pour une victoire historique 40-32 contre une équipe qui vient de réaliser le Grand Chelem dans le Tournoi.
Après sa retraite sportive, Gianluca Guidi devient entraîneur. Il intègre la direction technique, au sein du giron fédéral en 2002 s'occupant de différentes équipes nationales ; en 2008 il a la responsabilité technique de l'équipe A.

## Palmarès
- Vainqueur du Trophée européen FIRA en 1997

## Statistiques en équipe nationale
- 5 sélections avec l'Italie
- Sélections par année : 2 en 1996, 3 en 1997